# Гайдовские-Потаповичи
Гайдовские-Потаповичи — древний дворянский род, из польских бояр.
Род внесён в VI часть дворянской родословной книги Kиевской и Полтавской губерний.

## История рода
Предки их, Иван и Пётр Григорьевичи-Потаповичи, по грамоте Александра Владимировича киевского пожалованы поместьями, которые утверждены за их потомками Григорием, Иваном и Еськом Богдановичами Потаповичами (1572). Шляхтич Григорий Богданов сын Потапович, пожалован от Польского Короля привилегиями на владение предков его бояр имения (1572).
Правнук Григория, Леонтий Потапович (1697) служил в Малороссийских чинах. Потомки Григория, по владению имением Гайдовичи, приняли в XVIII веке фамилию Гайдовские-Потаповичи.

## Описание герба
В щите, имеющем красное поле изображены две золотые луны, рогами к бокам щита обращённые и между ними означена серебряная шпага.
Щит увенчан дворянскими шлемом и короною со страусовыми перьями. Намёт на щите красный, подложенный золотом. Герб рода Гайдовских-Потаповичей внесён в Часть 7 Общего гербовника дворянских родов Всероссийской империи, стр. 150.